# Pholodes difformaria
Pholodes difformaria är en fjärilsart som beskrevs av Herrich-Schäffer 1858. Pholodes difformaria ingår i släktet Pholodes och familjen mätare. Inga underarter finns listade i Catalogue of Life.